# Jonjo Shelvey
Jonjo Shelvey, né le 27 février 1992 à Romford, est un footballeur international anglais qui évolue au poste de milieu de terrain.

## Biographie
Son prénom est d'origine gaélique. Sa grand-mère est écossaise. 

### Liverpool
Après avoir joué dix matchs à Liverpool entre août 2010 et février 2011, et surtout depuis l'arrivée de Kenny Dalglish à la tête de l'équipe en janvier 2011, prenant part aux six rencontres jouées par le club, Shelvey subit une grave blessure au tendon rotulien qui le contraint à arrêter trois mois la compétition, ce qui marque un coup d'arrêt dans sa progression. Après cette longue blessure, Shelvey revient en forme puisque le 9 mai 2011, il offre le cinquième but à Suárez lors de la 36e journée de Premier League (rencontre remportée 5-2 par les Reds).
L'ancien joueur de Charlton est prêté le 30 septembre 2011 à Blackpool, club de Championship, jusqu'à la fin de l'année 2011. Titulaire et buteur régulier, son aventure à Blackpool est stoppée en novembre 2011 lorsque Liverpool le rappelle pour compenser les indisponibilités de Steven Gerrard et Lucas Leiva, comme prévu dans la clause de son prêt. À la suite de ses performances, il reçoit le trophée du meilleur jeune joueur de la League en novembre 2011.

### Swansea City
Le 3 juillet 2013, Shelvey rejoint le club gallois de Swansea City pour un contrat de quatre ans.

### Newcastle United
Le 12 janvier 2016, il rejoint Newcastle United pour 12 millions de livres sterling. Il dispute son premier match avec les Magpies le 16 janvier lors de la victoire face à West Ham où il réalise une grosse prestation en étant notamment à l'origine des deux buts des locaux. Le 20 décembre 2016, il a été condamné à 5 matchs de suspension et une amende de 100 000 livres sterling (120 000 euros environ) pour propos raciste à l´encontre de Romain Saïss le 17 septembre 2016 alors que son équipe affrontait Wolverhampton.

## Palmarès

### En club
- Newcastle United
  - Champion d'Angleterre de D2 en 2017.

### Distinction personnelle
- Membre de l'équipe-type de D2 anglaise en 2017.

## Vie privée
Jonjo Shelvey est fiancé depuis août 2013 à la chanteuse anglaise, Daisy Evans, avec qui il a eu une fille, Lola Fleur Shelvey (née le 4 mars 2014). 
Souffrant d'alopécie depuis son enfance, il est dépourvu de cheveux et de poils, ce qui lui vaut les moqueries des supporters adverses.